# Penzing (Vienna)
Penzing () è il quattordicesimo distretto di Vienna, in Austria ed è situato nella zona ovest della città.

## Politica

### Presidenti del distretto
| Presidenti dal 1945       | Presidenti dal 1945 |
| ------------------------- | ------------------- |
| Leopold Luhan (KPÖ)       | 1945-1946           |
| Anton Figl (SPÖ)          | 1946-1962           |
| Franz Lehner (SPÖ)        | 1962-1969           |
| Heinrich Müller (SPÖ)     | 1969-1979           |
| Otto Bauer (SPÖ)          | 1979-1992           |
| Jutta Steier (SPÖ)        | 1992-2001           |
| Andrea Kalchbrenner (SPÖ) | 2001-2019           |
| Michaela Schüchner (SPÖ)  | 2019-               |